# Ossaea boekei
Ossaea boekei är en tvåhjärtbladig växtart som beskrevs av John Julius Wurdack. Ossaea boekei ingår i släktet Ossaea och familjen Melastomataceae. IUCN kategoriserar arten globalt som sårbar.
Artens utbredningsområde är Ecuador. Inga underarter finns listade i Catalogue of Life.